# It’s All About You
«It's all about you» (от англ. «Это всё о тебе») — песня певицы Юлианы Паша, представлявшей Албанию на песенном конкурсе Евровидение 2010 в Норвегии в мае 2010 год. Юлиана заняла шестнадцатое место в финале конкурса. До этого Юлиана Паша дважды пыталась попасть на Евровидение от Албании.
В создании песни приняли участие Ардит Гебреа (музыка и текст) и Пирро Чако (текст), а аранжировку подготовил Шпетим Сараци.. Оригинальная версия «Nuk mundem pa ty» на албанском языке исполнялась на фестивале «Festivali i Këngës».